# Diode varicap
 (novembre 2015).
Si vous disposez d'ouvrages ou d'articles de référence ou si vous connaissez des sites web de qualité traitant du thème abordé ici, merci de compléter l'article en donnant les références utiles à sa vérifiabilité et en les liant à la section « Notes et références ».
Une diode varicap (de l'anglais variable capacity), aussi nommée varactor (acronyme de variable reactor) ou encore diode à capacité variable est un type de diode qui présente la particularité de se comporter comme un condensateur dont la valeur de la capacité varie avec la tension inverse appliquée à ses bornes. Cette diode peut être considérée comme un condensateur variable. Ce type de diode est souvent utilisé dans des montages radio-fréquence (RF) mais aussi pour des applications à très hautes fréquences.

Représentation symbolique d'une diode varicap.

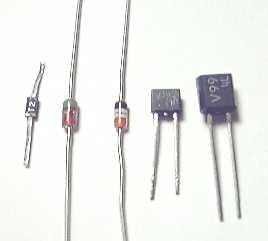
Plusieurs configurations d'une diode varicap.

## Fonctionnement
Lorsque la diode varicap est polarisée en inverse (sens bloqué), elle fonctionne comme un condensateur dont la capacité est ajustable en fonction de la tension (négative) appliquée sur la diode.
Cela résulte de la variation de la zone de désertion (ou zone de charge d'espace) en fonction de la tension aux bornes de la diode, car la variation de la largeur de cette zone entraîne une variation de la capacité de la diode. Généralement, la largeur de la zone de déplétion est proportionnelle à la racine carrée de la tension appliquée et la capacité est inversement proportionnelle à cette largeur. Ainsi la capacité de la diode est inversement proportionnelle à la racine carrée de la tension appliquée.
Toutes les diodes ont plus ou moins cette propriété, mais les diodes varicap sont optimisées de manière à obtenir la capacité désirée et une bonne variabilité de celle-ci, alors que dans une diode classique la capacité est réduite au maximum.
En technologie CMOS, les varicaps peuvent être formées de manière semblable aux transistors NMOS, c'est-à-dire avec une région fortement dopée positivement (P+) placée à l'intérieur d'une zone faiblement dopée négativement (NWELL). Ce type de varicap présente une capacité semblable à celle des transistors PMOS ; ceux-ci comportent une zone fortement dopée négativement (N+) située à l'intérieur d'une zone faiblement dopée positivement (PWELL) de manière à former une jonction P-N.

## Utilisations
Les diodes varicap sont utilisées dans les circuits d'accord des récepteurs radios, des téléviseurs ou encore des oscillateurs contrôlés par tension (VCO). Elles permettent de faire varier la capacité du circuit d'accord, et donc sa fréquence de résonance, en changeant la tension de commande appliquée sur la diode (qui provient d'un potentiomètre connecté en général entre le pôle positif et le pôle négatif de l'alimentation).
Dans les récepteurs superhétérodynes, elles sont à la fois utilisées dans le circuit d'accord de l'étage d'entrée et dans le circuit d'accord de l'oscillateur local.
Les diodes varicap ont progressivement remplacé les condensateurs variables :
- elles sont beaucoup plus petites,
- elles sont moins coûteuses,
- elles ne s'usent pas (contrairement au condensateur variable qui s'use lors du déplacement des lames).

Elles permettent de réaliser des récepteurs à affichage numérique : la tension de commande provient d'une conversion numérique-analogique de la fréquence choisie.
Elles ont un petit inconvénient : pour couvrir une bande large, comme la bande FM (88-108 MHz), elles nécessitent une variation de tension élevée (typiquement 28 V). Pour obtenir cette tension à partir de la tension d'alimentation du récepteur (souvent 9 ou 12 V), on peut utiliser un convertisseur à pompe de charge.